# Robots Exclusion Standard
Der Robots Exclusion Standard (auch bekannt als robots.txt) ist ein Dateiformat mit Namenskonvention für Webserver, um bestimmten Bots mitzuteilen, ob und inwieweit sie willkommen oder unerwünscht sind. Umgesetzt wird das durch eine Textdatei namens robots.txt im Stammverzeichnis der Website. Webcrawler sollen zuerst eine Datei dieses Namens abzurufen versuchen und, sofern das gelingt, darin niedergeschriebene Grenzen achten.
Webmaster haben so keineswegs die Möglichkeit, ausgesuchte Bereiche ihrer Website für (bestimmte) Suchmaschinen zu sperren. Der Standard ist rein hinweisend und auf die Mitarbeit des Webcrawlers angewiesen. Man spricht hier auch von „freundlichen“ Webcrawlern. Ein Ausgrenzen bestimmter Teile einer Website durch das Protokoll garantiert keine Geheimhaltung; dazu sind Seiten oder Unterverzeichnisse eines Servers durch HTTP-Authentifizierung, eine Access Control List (ACL) oder einen ähnlichen Mechanismus zu schützen. Manche Suchmaschinen zeigen die vom Webcrawler gefundenen und zu sperrenden URLs trotzdem in den Suchergebnisseiten an, jedoch ohne Beschreibung der Seiten.
Der Robots Exclusion Standard geht auf einen Vorschlag des Entwicklers von ALIWEB im Februar 1994 zurück. Anfang Juni 2008 bekannten sich Google, Microsoft und Yahoo zu einigen Gemeinsamkeiten. Mit RFC 9309 von 2022 wurde der Robots Exclusion Standard erweitert und als Internetstandard vorgeschlagen.
Ein zwingendes Verbot der Indizierung wird durch den Einsatz von robots.txt nicht erreicht, auch wenn seriöse Webcrawler die Anweisungen befolgen.

## Aufbau
Die Datei robots.txt ist eine Textdatei in einem einfachen, auch maschinenlesbaren Format. Jede Zeile besteht aus zwei Feldern, die durch einen Doppelpunkt getrennt werden.
```
User-agent: Sidewinder
Disallow: /

```

Die erste Zeile beschreibt den Webcrawler (hier: User-agent), an den sich die darauf folgenden Regeln richten. Es darf beliebig viele solcher Blöcke geben. Webcrawler lesen die Datei von oben nach unten und halten an, wenn sich ein Block auf sie bezieht. Für jede URL, die ausgeschlossen ist, existiert eine eigene Zeile mit dem Disallow-Befehl. Leerzeilen sind nur oberhalb von User-agent-Zeilen erlaubt. Sie trennen die Blöcke voneinander. Einzeilige, mit einem Rautezeichen (#) beginnende Kommentare sind an jeder Stelle möglich. Sie dienen der Übersichtlichkeit und werden vom Webcrawler ignoriert.
| Anweisung    | Beschreibung                                                                       | Beispiel                                 | Funktion |
| ------------ | ---------------------------------------------------------------------------------- | ---------------------------------------- | --- |
| User-agent:  | Spezifizierung des Webcrawlers                                                     | User-agent: Sidewinder                   | Gilt nur für den Webcrawler namens „Sidewinder“. |
|              |                                                                                    | User-agent: *                            | Wildcard für User-Agent; gilt für alle Webcrawler. |
| Disallow:    | Auslesen nicht gestatten                                                           | Disallow:                                | Kein Ausschluss; die komplette Website darf durchsucht werden. |
|              |                                                                                    | Disallow: /                              | Die komplette Website darf nicht durchsucht werden. |
|              |                                                                                    | Disallow: /Temp/ Disallow: /default.html | Das Verzeichnis „Temp“ und die Datei „default.html“ dürfen nicht durchsucht werden. |
|              |                                                                                    | Disallow: /default                       | Alle Dateien und Verzeichnisse, die mit „default“ beginnen, werden nicht durchsucht z. B. „default.html“, „default.php“, „default-page.html“, „defaultfolder/“, und so weiter. Ein Verbot von „default.html“ verbietet also auch z. B. „default.html.php“ oder „default.html/“, auch wenn diese Konstellation eher selten vorkommen dürfte. |
|              |                                                                                    | Disallow: /c                             | Alle Dateien und Verzeichnisse, die mit „c“ beginnen, werden nicht durchsucht. Wenn man möchte, dass das Subverzeichnis /c/ nicht gecrawlt werden soll, ist zwingend ein abschließender Schrägstrich anzugeben (/c/); ansonsten werden URLs, die mit dem Buchstaben „c“ beginnen, nicht durchsucht.                                         |
| $            | Zeilenende-Anker (nur Googlebot, Yahoo! Slurp, msnbot)                             | Disallow: /*.pdf$                        | Alle PDF-Dateien werden ignoriert. |
| ?            | URLs mit '?' behandeln (nur Googlebot)                                             | Disallow: /*?                            | Alle URLs, die ein Fragezeichen enthalten, werden ignoriert. |
|              |                                                                                    | Allow: /*?$                              | Alle URLs, die mit einem Fragezeichen enden, werden erlaubt. |
| Allow:       | Auslesen erlauben (nur Ask.com, Googlebot, Yahoo! Slurp, msnbot)                   | Disallow: / Allow: /public/              | Nur das Verzeichnis „public“ darf durchsucht werden, der Rest nicht. |
| Crawl-delay: | Auslesegeschwindigkeit (nur msnbot, Yahoo! Slurp, [bis 22. Feb. 2018 auch Yandex]) | Crawl-delay: 42                          | Nur alle 42 Sekunden darf eine neue Seite zum Auslesen aufgerufen werden. |
| Sitemap:     | URL der Sitemap (nur Googlebot, Yahoo! Slurp, msnbot, Ask.com)                     | Sitemap: http://example.com/sitemap.xml  | Die Sitemap gemäß dem Sitemap-Protokoll liegt unter der angegebenen Adresse. |

## Beispiele
```
# robots.txt für example.com
# Diese Webcrawler schließe ich aus
User-agent: Sidewinder
Disallow: /

User-agent: Microsoft.URL.Control
Disallow: /

# Diese Verzeichnisse/Dateien sollen nicht
# durchsucht werden
User-agent: *
Disallow: /default.html
Disallow: /Temp/ # diese Inhalte werden von Suchmaschinen nicht neu erfasst; ob bereits zuvor erfasste Inhalte entfernt werden, ist undefiniert
Disallow: /Privat/Familie/Geburtstage.html # Nicht geheim, sollen aber nicht von Suchmaschinen gecrawlt werden.

```

Mit den folgenden Befehlen wird allen Webcrawlern das Abrufen der kompletten Website erlaubt.
```
User-agent: *
Disallow:

```

Mit den folgenden Befehlen wird allen Webcrawlern das Abrufen der kompletten Website verboten. Die Indexierung des Inhalts in der Suchmaschine ist dadurch ausgeschlossen, nicht jedoch die Darstellung der URL sowie von Informationen, die nicht von der Seite, sondern aus externen Quellen stammen. Dies gilt auch, wenn die Indexierung auf einzelnen Seiten selbst wieder erlaubt wird, da Webcrawler die Seite gar nicht erst aufrufen.
```
User-agent: *
Disallow: /

```

Weiteres Beispiel:
robots.txt der deutschsprachigen Wikipedia

## Robots.txt-Test-Werkzeug
Google stellt einen robots.txt-Tester zur Verfügung, um festzustellen, ob durch die robots.txt-Datei bestimmte URLs einer Website für die Web-Crawler von Google blockiert werden.

## Undokumentiere Anweisungen
Direktiven wie crawl-delay, nofollow, und noindex waren lange Zeit undokumentiert, wurden aber von Websites in der robots.txt verwendet und von Google berücksichtigt. Ende 2019 hat Google angekündigt, diese undokumentierten Anweisungen künftig nicht mehr zu nutzen.

## Alternativen

### Metainformationen
Das Indexieren durch Webcrawler kann man auch durch Meta-Elemente im HTML-Quelltext einer Webseite ablehnen. Auch Meta-Elemente sind rein hinweisend, benötigen die Mitarbeit „freundlicher“ Webcrawler und garantieren keine Geheimhaltung. Soll der Suchroboter die Webseite nicht in den Index der Suchmaschine aufnehmen (noindex) oder den Hyperlinks der Seite nicht folgen (nofollow), kann das in einem Meta-Element wie folgt notiert werden:
```
<
meta
 
name
=
"robots"
 
content
=
"noindex,nofollow"
 
/>

```

In HTML-Dokumenten, für die beides erlaubt sein soll, kann die Angabe entweder weggelassen oder explizit notiert werden:
```
<
meta
 
name
=
"robots"
 
content
=
"all"
 
/>

```

Die Syntax ist kaum offiziell standardisiert, sondern gründet auf übliche Praxis und Akzeptanz durch die Crawler-Entwickler.
| Ermutigung | Untersagung | Erhoffte Wirkung |
| ---------- | ----------- | --- |
| all        | –           | Maximale Aufmerksamkeit schenken |
| index      | noindex     | Diese Seite (nicht) aufnehmen |
| follow     | nofollow    | In der Seite enthaltenen Verlinkungen (nicht) folgen                                                                                             |
| archive    | noarchive   | Seite in die Web-Archivierung (nicht) aufnehmen oder sogar ggf. vorhandene archivierte Versionen eliminieren                                     |
| –          | noopd       | OPD (dmoz): Statt des OPD-Eintrags die Metadaten der aktuellen Seite verwenden. Zukunft wegen vorläufiger Einstellung des Dienstes ungewiss.     |
| –          | noydir      | Yahoo (AltaVista): Statt eines vorhandene Yahoo-Eintrags die Metadaten der aktuellen Seite verwenden. Obsolet, da Suchmaschine 2013 eingestellt. |

Statt allgemein an alle Bots zu adressieren:
```
<
meta
 
name
=
"robots"
 
content
=
"noindex,nofollow"
 
/>

```

kann auch versucht werden, bestimmte Bots zu lenken:
```
<
meta
 
name
=
"msnbot"
 
content
=
"nofollow"
 
/>
 
<!-- Microsoft -->

<
meta
 
name
=
"GoogleBot"
 
content
=
"noindex"
 
/>
 
<!-- Google -->

<
meta
 
name
=
"Slurp"
 
content
=
"noydir"
 
/>
 
<!-- Yahoo -->

```

## humans.txt
Die Datei robots.txt stellt „Robotern“ (in Form von Software/Webcrawler) zusätzliche Informationen über eine Website zur Verfügung. In Anlehnung hieran hat Google 2011 die Datei humans.txt eingeführt, die menschlichen Besuchern der Website zusätzliche Hintergrundinformationen bieten soll. Diese Datei wird seitdem auch von anderen Websites verwendet, um z. B. die Programmierer der Website namentlich zu nennen oder die eingesetzte Software zu beschreiben. Google selbst nutzt die Datei für eine kurze Selbstdarstellung und Verweise auf Arbeitsplätze im Unternehmen.